# Pesside Koundoum
 (décembre 2017).
Pesside Koundoum est un village du Togo située dans la préfecture de Bassar, dans la région de la Kara.

## Géographie
Pesside Koundoum est situé à environ 65 km de Bassar, chef lieu de la préfecture.

## Population
La population est formée majoritairement par l'ethnie Moba, dont la pratique religieuse est l'animisme.

## Vie économique
- Atelier ferblanterie
- Coopérative paysanne
- Réparation mécanique

## Lieux publics
- École primaire
- Dispensaire
- Infirmerie